# ألفرد عثماني
ألفرد عثماني (بالألبانية: Alfred Osmani‏) هو لاعب كرة قدم ألباني في مركز حراسة المرمى، ولد في 20 فبراير 1983 في دراس في ألبانيا. لعب مع دينامو تيرانا ونادي تيرانا ونادي تيوتا دورس ونادي كامزا.

## وصلات خارجية
- ألفرد عثماني على موقع قاعدة بيانات كرة القدم.إي يو (الإنجليزية)
- ألفرد عثماني على موقع Soccerway.com (الإنجليزية)